# Musique pour piano de Gabriel Fauré

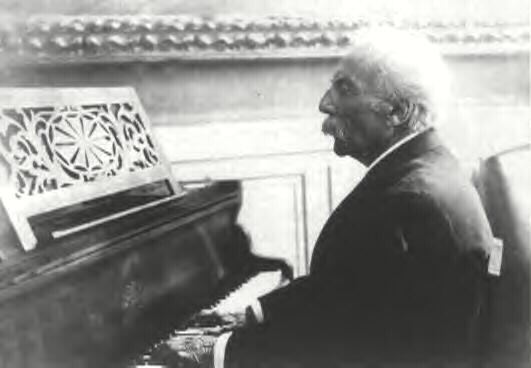
Gabriel Fauré jouant du piano, photographie de Pierre Choumoff.

Le compositeur français Gabriel Fauré (1845 - 1924) écrit dans plusieurs genres, des chants, de la musique de chambre, des œuvres orchestrales et des œuvres chorales. Certaines de ces compositions pour piano, écrites entre les années 1860 et 1920, font partie de ses œuvres les plus connues.
Les principaux ensembles de pièces pour piano de Fauré sont les treize nocturnes, les treize barcarolles, les six impromptus et les quatre valses-caprices. Ces pièces ont été composées sur plusieurs décennies et montrent les changements de style de Fauré, depuis son charme simple et juvénile à son style énigmatique final, en passant par une introspection fougueuse et une période turbulente au milieu de sa vie. Ses autres pièces notables pour piano, dont des œuvres plus courtes ou des recueils, sont la Romances sans paroles, la Ballade en Fa  majeur, la Mazurka en Si  majeur, le Thème et variations en Do  majeur et les Huit pièces brèves. Pour duos de piano, Fauré compose la Suite Dolly et avec son ami et ancien élève André Messager une parodie exubérante de Wagner avec la courte suite Souvenirs de Bayreuth.
La plupart de la musique pour piano de Fauré est difficile à jouer, mais elle a rarement un style virtuose. Le compositeur n'aime pas le style voyant et tapageur et la principale caractéristique de sa musique pour piano est une retenue classique et sobre.

## Introduction
Bien que vivant une grande partie de sa carrière de son métier d’organiste, Fauré préfère le piano. Il ne sous-estime jamais les défis en composant pour cet instrument. Il écrit, « Dans la musique pour piano il n’y a pas de place pour le remplissage […] C’est peut-être l’instrument le plus difficile. » Ses œuvres pour piano sont marquées par la lucidité classique française. Il n’est pas impressionné par le m’as-tu vu pianistique, commentant la virtuosité au clavier de la façon suivante : « Plus ils sont bons, moins bien ils me jouent. » Même un virtuose tel que Franz Liszt trouve la musique de Fauré difficile à jouer : au premier essai il dit à Fauré « Je n’ai plus assez de doigts ». Les difficultés proviennent principalement de ce que les années d’orgue de Fauré influencent son œuvre pour piano, souvent avec des arpèges, avec des thèmes répartis sur les deux mains, demandant des doigtés plus naturels pour les organistes que pour les pianistes. Cette tendance est peut-être d’autant plus forte que Fauré est ambidextre et il n’est pas toujours enclin à suivre la convention mettant la mélodie sur la main droite et l’accompagnement sur la gauche. Son vieil ami et ancien professeur Camille Saint-Saëns lui écrit en 1917, « Ah! S'il y avait un Dieu de la main gauche, j’aimerai le connaitre et lui faire des offrandes quand je suis disposé à jouer votre musique ; la seconde Valse-Caprice est terrible sur ce point là ; j’ai cependant réussi à en voir le bout à force de détermination absolue ».
En tant qu’homme Fauré est réputé posséder « ce don mystérieux que nul autre ne peut remplacer ou de dépasser : le charme », et le charme est une caractéristique évidente de ses premières compositions. Ses premières œuvres sont influencées par le style de Chopin, et tout au long de sa vie et il nomme ses pièces d’une façon similaire à celle de Chopin, en particulier en les nommant nocturnes et barcarolles. Une influence encore plus grande est celle de Schumann, dont Fauré aime la musique pour piano plus que n’importe quelle autre. Les auteurs de The Record Guide (en) (1955) écrivent que Fauré a appris la retenue et la beauté de surface de Mozart, la liberté tonale et les longues lignes mélodiques de Chopin « et de Schumann les félicités soudains dans lequel ses sections de développement abondent et ces codas dans lesquelles des mouvements entiers sont brièvement mais magiquement illuminés. » Alors que Fauré est étudiant à l’École Niedermeyer, son professeur lui présente des nouveaux concepts harmoniques ne classant plus certains accords comme « dissonants ». En utilisant des discordances douces et non résolues Fauré anticipe les techniques des compositeurs Impressionnistes.
Les dernières années, la musique de Fauré est écrite sous l’ombre de la surdité grandissante du compositeur, la musique devenant moins charmeuse et plus austère, marquée par ce que le compositeur Aaron Copland appelle « une intensité sous un fond de calme. » Le critique Bryce Morrison note que les pianistes préfèrent souvent jouer les pièces de piano de jeunesse plus accessibles que les pièces plus tardives, qui expriment « une telle passion privée et un tel isolement, une telle alternance entre colère et résignation » que les auditeurs en deviennent mal à l’aise. Le spécialiste de Fauré Jean-Michel Nectoux écrit :

« L’évolution du style de Fauré… peut être observée dans ses œuvres pour piano. Les premières pièces élégantes et captivantes, qui rendent le compositeur connu, montrent l’influence de Chopin, Saint-Saëns et Liszt. Le lyrisme et la complexité de son style dans les années 1890 sont évidents dans les nocturnes nos 6 et 7, la Barcarolle no 5 et dans le Thème et variations. Finalement, le style dépouillé de la dernière période transparait dans les derniers nocturnes (nos 10 – 13), la série de grandes barcarolles nos 8 – 11) et l’époustouflant Impromptu no 5. »

## Nocturnes

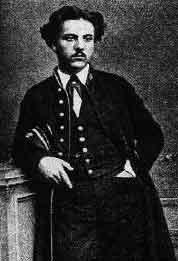
Fauré en 1860

Les nocturnes, avec les barcarolles, sont généralement vus comme les œuvres pour piano les meilleures du compositeur. Fauré admire grandement la musique de Chopin et est heureux de composer avec des formes et des motifs établis par ce compositeur plus ancien. Morrison note que les nocturnes de Fauré suivent le modèle de ceux de Chopin, avec des sections extérieures sereines contrastant avec des épisodes centraux plus turbulents. Le fils du compositeur, Philippe, commente que les nocturnes « ne sont pas nécessairement basés sur des rêveries ou des émotions inspirées par la nuit. Ils sont lyriques, généralement des pièces exaltées, parfois angoissées ou totalement élégiaques ».

### Nocturneno1 en Mimineur,op.33/1(c.1875)
Nectoux juge ce premier nocturne comme la meilleure des œuvres de jeunesse du compositeur. Il est dédié, comme le chant Après un rêve, à son amie et ancienne protectrice Marguerite Baugnies, future Marguerite de Saint-Marceaux. Morrison considère cette pièce comme « cloîtrée et élégiaque ». Bien que publié comme op. 33/1 en 1883, ce nocturne a été composé bien avant. Il s’ouvre avec une mélodie lente et pensive, suivie par un second thème plus agité et une autre mélodie en do majeur et se termine en revenant sur le thème initial. Le pianiste et universitaire Sally Pinkas (en) écrit que cette œuvre contient plusieurs caractéristiques du style de Fauré dont des « rythmes ondulés, une syncopation de l’accompagnement par rapport à la mélodie et des textures en couches sont déjà présentes ».

### Nocturneno2 en Si majeur,op.33/2(c.1880)
Le deuxième nocturne ouvre sur un passage en forme de cloche, andantino espressivo, rappelant — bien que Fauré dise que cela soit inconscient – le son de cloches distantes qu’il entendait enfant. Nectoux distingue « l’épisode lumineux de fin en alternance de cinquièmes et septièmes » et ses traits extrêmement délicats et pointe l’influence de l’ancien professeur de Fauré, Saint-Saëns, dans la section toccata de l’allegro ma non troppo. Saint-Saëns lui-même trouve la pièce « absolument enchanteresse ».

### Nocturneno3 en Lamajeur,op.33/3(c.1882)
Dans le troisième nocturne Morrison note que le penchant du compositeur pour les syncopes est à son plus doux, « nostalgie portée par la passion ». Comme les autres ce nocturne a une structure en trois parties. Une mélodie expansive avec un accompagnement syncopé à la main gauche mène à une partie intermédiaire dans laquelle un thème dolcissimo se métamorphose en éclats de passions. Le retour de la section d’ouverture est conclu par une coda douce qui introduit de nouvelles subtilités harmoniques.

### Nocturneno4 en mimajeur,op.36(c.1884)
Le quatrième nocturne, dédié à la Comtesse de Mercy-Argenteau, met en contraste une ouverture lyrique et un passage en Mib mineur avec un thème sombre rappelant le son d’une cloche. Le premier thème réapparait et est suivi par une courte coda. Le pianiste Alfred Cortot, généralement un grand admirateur de Fauré, trouve la pièce « un peu trop satisfaite de sa langueur ».

### Nocturneno5 en Simajeur,op.37(c.1884)
Par contraste avec les précédents, le cinquième nocturne est plus animé avec des sauts inattendus dans des tonalités éloignées. Nectoux parle de son contour ondulé et « du caractère presque improvisé, interrogateur » de l’ouverture.

### Nocturneno6 en Rémajeur,op.63(1894)
Le sixième nocturne, dédié à Eugène d'Eichthal, est largement tenu pour être le meilleur de tous. Cortot dit : « Il y a peu de pages parmi toute la musique comparable à celles-ci. » Morrison le classe « parmi les plus riches et les plus éloquentes de toutes les pièces pour piano de Fauré. » La pianiste et pedagogue Nancy Bricard trouve qu’il est « une des pièces les plus passionnées et les plus émouvantes du répertoire pour piano. » Fauré le compose après une pause de six ans durant laquelle il n’écrit rien pour cet instrument. La pièce commence avec une phrase pleine d’émotion avec des échos de son cycle La bonne chanson. Le deuxième thème, qui paraît tranquille au premier abord, a ce que le compositeur Charles Koechlin appelle une inquiétude persistante soulignée par l’accompagnement syncopé. Le thème initial réapparait et est suivi par un développement substantiel avec une mélodie douce et contemplative. Un rappel du thème principal conclut ce nocturne. Copland écrit que c’est avec ce nocturne que Fauré sort complètement de l’ombre de Chopin et il dit de cette pièce « Le souffle et la dignité de l’ouverture, la section agitée en Do mineur qui suit la fluidité gracieuse de la troisième idée : tous ces éléments amènent à un sommet orageux dans la courte partie de développement ; ensuite, après une pause vient le retour de la première page consolatrice. »

### Nocturneno7 en Domineur,op.74(1898)
Le septième nocturne n’utilise pas la forme A-B-A des précédents. Selon Pinka, il est construit plus comme une ballade que comme un nocturne. Il s'ouvre avec un thème lent (molto lento) aux harmoniques ambiguës, suivi par un second thème également à la tonalité ambigüe bien que théoriquement en ré majeur. La section centrale est en fa  majeur et la ré-émergence du premier thème amène la pièce à sa conclusion. Morrison trouve dans cette pièce un sentiment de tristesse et la lutte du compositeur face au désespoir. Pinkas, cependant, voit cette pièce comme « un contraste entre l’ambigüité et la joie se terminant en réconfort ». Ce nocturne est souvent surnommé le nocturne anglais car il a été composé pendant un séjour de Fauré au Royaume-Uni et a été dédié à la pianiste Adela Maddison.

### Nocturneno8 en Rémajeur,op.84/8(1902)
Fauré n’avait pas l’intention que le huitième nocturne apparaisse sous ce nom. Son éditeur rassemble huit courtes pièces pour piano et les publie sous le nom de 8 pièces brèves, donnant à chacune d’entre elles un titre, sans l’autorisation du compositeur. Le nocturne, la dernière pièce du recueil, est plus court et plus complexe que ses prédécesseurs, consistant en un thème principal de type chant avec un accompagnement délicat en doubles-croches à la main gauche.

### Nocturneno9 en Si mineur,op.97(1908)
Le neuvième nocturne, dédié à la femme de Cortot, Clotilde Breal, est le premier des trois à partager la rectitude et la parcimonie en contraste avec les structures et textures plus élaborées des précédents nocturnes. L’accompagnement à la main gauche de la ligne mélodique est généralement monotone et l’harmonie va dans la direction de celle des compositeurs suivants du XXe siècle avec l’utilisation d’une gamme par tons. Le plus gros de la pièce est introspectif et pensif laissant présager le style des dernières œuvres de Fauré, bien que ce nocturne se termine en majeur.

### Nocturneno10 en Mi mineur,op.99(1908)
Comme son prédécesseur immédiat, le dixième nocturne est à une plus petite échelle que les premiers nocturnes. Cependant contrairement au neuvième, le dixième est plus sombre et colérique. Le compositeur lui donne une forme A–B–A moins rigoureuse que pour les autres nocturnes et les premières mesures réapparaissent de façon intermittente tout au long de la pièce pour finalement créer un climax féroce que Morrison décrit comme « une montée centrale lente… qui habite un monde de cauchemar ». La pièce se termine sur une coda calme. Ce nocturne est dédié à Madame Brunet-Lecomte.

### Nocturneno11 en Famineur,op.104/1(1913)
Le onzième nocturne est écrit en mémoire de Noémi Lalo. Son veuf, Pierre Lalo, est critique musical et ami de Fauré. Morrison suggère que l’effet de cloche rappelant des funérailles peut refléter l’état d’angoisse du compositeur avec sa surdité envahissante. La ligne mélodique est simple et sobre, et à part une partie passionnée près de la fin, le nocturne est calme et élégiaque.

### Nocturneno12 en Mi mineur,op.107(1915)
Avec le douzième nocturne Fauré revient à la complexité et à l’ampleur de ses œuvres de milieu de vie quoique cette pièce soit plus difficile à appréhender mélodiquement et harmoniquement. Il utilise des dissonances délibérées que Pinkas décrit comme « emmenant la tonalité à ses limites tout en gardant une seule tonalité ». Morrison écrit que « le chant extatique du no 6 est transformé dans la section centrale où le lyrisme est aigri par la dissonance, maintenu, comme à travers un miroir déformant ». La forme est celle habituellement utilisée par Fauré pour ses nocturnes, A–B–A, mais avec une réutilisation de la seconde section transformée harmoniquement, suivie par une coda qui utilise les thèmes de la première section.

### Nocturneno13 en Si mineur,op.119(1921)
Ce nocturne est dédié à Mme Fernand Maillot. Les spécialistes de Fauré sont d’accord pour dire que ce dernier nocturne — qui est la dernière œuvre pour piano qu’il compose — est parmi les meilleurs de tous les nocturnes. Nectoux écrit qu’avec le sixième c’est « incontestablement le plus émouvant et le plus inspiré de la série ». Bricard le considère comme « le plus inspiré et le plus beau de la série ». Pour Pinkas, cette pièce « atteint un parfait équilibre entre un style tardif de simplicité et une expression passionnée ». La pièce s’ouvre « dans une atmosphère pure et presque raréfiée » (Nectoux), avec un « ton de supplication noble et doux… d’imposante gravité… ». Cette ouverture est suivie par un allegro, « une véritable section du milieu d’une manière virtuose se terminant par un bang » (Pinkas). La répétition de la première section clôt la pièce.

## Barcarolles

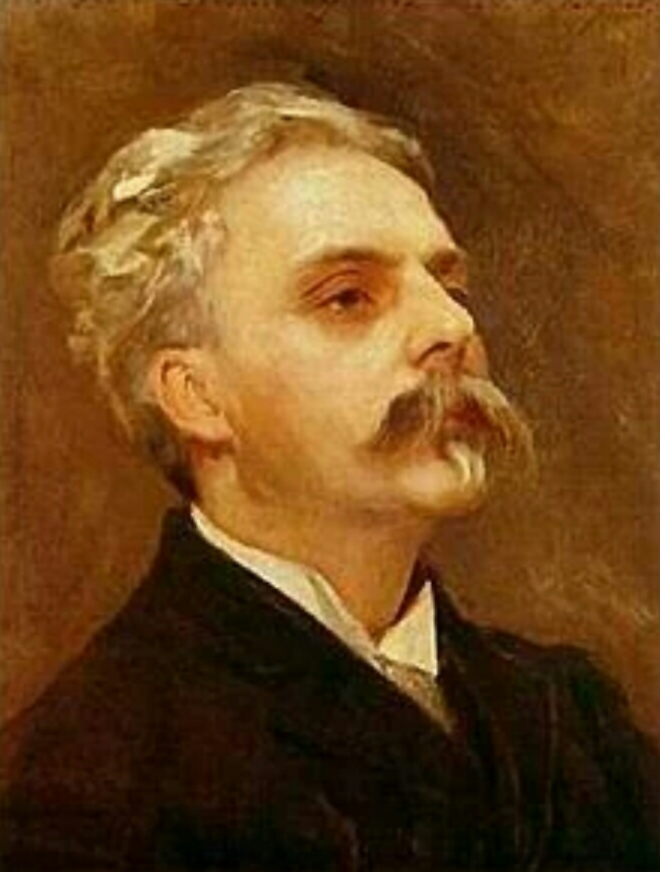
Peinture de Fauré par John Singer Sargent, vers 1889

Les Barcarolles sont à l’origine des chansons populaires chantées par les gondoliers à Venise. Selon Morrison, Fauré utilise ce terme plus par commodité que par précision. Fauré n’est pas attiré par les titres fantaisistes pour ses pièces et maintenait qu’il n’utiliserait jamais de titres génériques comme barcarolle si les éditeurs n’insistaient pas. Son fils Philippe se rappelle, « il aurait grandement préféré donner à ses Nocturnes, Impromptus et même ses Barcarolles le simple titre Pièce pour piano no  ». Cependant, suivant le précédent de Chopin et plus manifestement celui de Mendelssohn,  Fauré utilise intensivement la Barcarolle, sa biographe Jessica Duchen y voit « une évocation du rythme basculant et du clapotis de l’eau autour de mélodies lyriques appropriées ».
L’ambidextrie de Fauré se reflète dans le plan de nombre de ses pièces pour piano, notamment dans les barcarolles où la ligne mélodique est souvent dans le registre médian avec des accompagnements dans les parties hautes et basses du clavier. Duchen compare cet effet à une réflexion de la lumière dans l'eau.
Comme les nocturnes, les barcarolles couvrent presque la vie entière de Fauré et elles montrent de même l’évolution de son style.

### Barcarolleno1 en La mineur,op.26(1880)
La première barcarolle est dédiée à la pianiste Caroline de Serres (Mme. Montigny-Remaury) et est créée par Saint-Saëns lors d’un concert de la Société nationale de musique en 1882. La pièce commence avec une mélodie dans un style chantant traditionnel vénitien en 6/8. Il se développe en une forme plus élaborée avant l’introduction du second thème dans laquelle la ligne mélodique se trouve dans le registre du milieu avec de délicats arpèges à l’accompagnement dans les aigus et dans les basses. Morrison note que même dans les premières œuvres de Fauré la douceur classique est animée par une dissonance subtile.

### Barcarolleno2 en Sol majeur,op.41(1885)
La deuxième barcarolle, dédiée à la pianiste Marie Poitevin, est plus longue et plus ambitieuse que la première avec ce que Morrison appelle une profusion italienne de détails. Duchen écrit que la pièce est compliquée, harmoniquement et mélodiquement, et note l’influence de Saint-Saëns, de Liszt et même, ce qui est inhabituel pour Fauré, de Wagner. La pièce commence en 6/8 comme la première mais Fauré fait varier la signature rythmique vers un 9/8 inattendu au milieu de la pièce.

### Barcarolleno3 en Solb majeur,op.42(1885)
La troisième barcarolle est dédiée à Henriette Roger-Jourdain, la femme de l’ami de Fauré le peintre Roger Jourdain. Elle s’ouvre sur une simple phrase qui est rapidement élaborée en trilles rappelant Chopin. La section du milieu, comme dans la première barcarolle, conserve la mélodie dans le registre du milieu avec de délicats arpèges dans les graves et dans les aigus. La pianiste Marguerite Long dit de ces ornements qu’ils « couronnent le thème comme l’écume sur la mer. »

### Barcarolleno4 en Lamajeur,op.44(1886)
Une des plus connues de la série, la quatrième barcarolle est « mélodieuse, assez courte, peut-être plus directe que les autres » (Koechlin).

### Barcarolleno5 en Famineur,op.66(1894)
Dédiée à Mme la Baronne V. d’Indy, la cinquième barcarolle est écrite après une pause de cinq ans pendant laquelle Fauré n’écrit rien pour piano. Orledge la trouve puissante, agitée et virile. C’est la première des œuvres de Fauré à ne pas comporter de parties identifiables. Les changements sont dans la métrique, pas dans le tempo.

### Barcarolleno6 en Mimajeur,op.70(1896)
Koechlin met ensemble les sixième et septième barcarolles comme une paire contrastée. Les deux pièces montrent une « économie d’écriture », la sixième ayant « une expression plus modérée et tranquille ». Le spécialiste de Fauré parle d’une « insouciance sensuelle » avec une virtuosité sous-jacente.

### Barcarolleno7 en Ré mineur,op.90(1905)
La septième barcarolle contraste de ses prédécesseurs en étant plus sombre et agitée rappelant le Crépuscule du cycle La Chanson d'Ève de Fauré.

### Barcarolleno8 en Rémajeur,op.96(1906)
Dédiée à Suzanne Alfred-Bruneau, la huitième barcarolle ouvre sur un thème joyeux qui devient rapidement mélancolique. La seconde partie en Do# mineur, notée cantabile, est suivie par une fin abrupte avec un accord fortissimo.

### Barcarolleno9 en Rémajeur,op.101(1909)
La neuvième barcarolle, selon Koechlin, « rappelle, dans un lointain brumeux, le bonheur du passé ». Nectoux écrit qu’elle consiste en « une série de variations harmoniques ou polyphoniques sur un thème sombre et syncopé dont la monotonie rappelle des chansons de marin ».

### Barcarolleno10 en La mineur,op.104/2(1913)
Dédiée à Madame Léon Blum, la dixième barcarolle reste plus dans une tonalité conventionnelle, « avec une certaine gravité calme… la monotonie appropriée à une soirée grise » (Koechlin). Le thème mélancolique rappelle les thèmes vénitiens des Chansons sans paroles mais il est développé d’une manière caractéristique de Fauré qui « anime progressivement les rythmes » (Nectoux).

### Barcarolleno11 en Sol mineur,op.105(1913)
Cette barcarolle est dédiée à Laura, fille du compositeur Isaac Albéniz. Les onzième et douzième peuvent aussi être vues comme une paire contrastée. La onzième est sévère en humeur et rythme reflétant l’austérité régnante du style tardif de Fauré.

### Barcarolleno12 en Mimajeur,op.106bis (1915)
Dédiée à Louis Diemer, la douzième barcarolle est allegretto giocoso. Elle ouvre sur, ce qui est rare pour Fauré, un thème simple dans la tradition vénitienne mais est développée avec des rythmes plus subtils. Malgré la complexité croissante des lignes polyphoniques, Fauré garde la mélodie au premier plan et la pièce se termine transformée dans « un thème au caractère presque triomphal » (Nectoux).

### Barcarolleno13 en Do majeur,op.116(1921)
La dernière barcarolle est dédiée à Magda Gumaelius. Koechlin écrit sur cette pièce : « nue, superficielle, presque sèche, mais au fond la plus expressive avec cette profonde nostalgie pour les horizons lumineux disparus : des sentiments que le compositeur ne fait que suggérer […] ; il semble désirer préserver l’illusoire et apaisante sérénité du mirage ».

## Impromptus

### Impromptuno1 en Mimajeur,op.25(1881)
Cortot compare le premier impromptu à une barcarolle rapide, évoquant de « l’eau éclairée par le soleil », combinant « une coquetterie stylisée et des regrets ».

### Impromptuno2 en Fa mineur,op.31(1883)
Dédié à Mademoiselle Sacha de Rebina, le deuxième impromptu un rythme désinvolte de tarentelle.

### Impromptuno3 en Lamajeur,op.34(1883)
Le troisième impromptu est le plus populaire. Morrison pense qu’il « fait partie des créations les plus idylliques de Fauré ». Il est marqué par une combinaison d’élan et de délicatesse.

### Impromptuno4 en Rémajeur,op.91(1906)
Dédié à « Madame de Marliave » (Marguerite Long), le quatrième impromptu est le retour de Fauré au genre dans sa période intermédiaire. Contrairement à beaucoup de sa musique de cette période, cette pièce évite une humeur sombre mais Fauré est maintenant sorti du charme simple des trois premiers impromptus. Son style mature apparait dans la partie du milieu, un andante contemplatif qui est suivi par une partie plus agitée qui conclut l’œuvre.

### Impromptuno5 en Famineur,op.102(1909)
Nectoux décrit cet impromptu comme « un morceau de virtuosité célébrant, non sans humour, les beautés des gammes par ton » Morrison, cependant, écrit que la pièce « grouille d’agitation ».

### Impromptu en Rémajeur,op.86bis(Transcription de l'Impromptu pour harpe 1904)
Ce dernier impromptu est écrit avant les quatrième et cinquième. C’est à la base un morceau pour harpe, composé pour un concours au Conservatoire de Paris en 1904. Cortot le transcrit pour piano et le publie en 1913 comme Op 86 bis. Le début et la fin sont légers et brillant, la partie centrale est douce et notée meno mosso.

## Valses-caprices
Les quatre valses-caprices ne sont pas un cycle mais plutôt deux séries de deux, la première datant des premières compositions de Fauré, la seconde datant du milieu de la vie du compositeur. Morrison nomme les quatre plus « caprices que valses » et note qu’elles combinent et développent le style scintillant des valses de Chopin et de Saint-Saëns. Elle montre Fauré au summum de son espièglerie, avec des variations entendues avant le thème et des louvoiements à travers des tonalités inattendues. Aaron Copland, bien qu’admirant habituellement la musique de Fauré,  écrit « les Valses-Caprices, en dépit de leurs qualités admirables, me semblent étrangères à l’esprit de Fauré. Elles sont trop ordonnées, trop logiques pour être réellement des caprices. » Cortot, au contraire, parle de « leur grâce sensuelle… distinction parfaite… tendresse exaltée ».

### Valse-capriceno1 en La majeur,op.30(1882) & Valse-capriceno2 en Solmajeur,op.38(1884)
L’influence de Chopin est marquée dans les deux premières pièces. Orledge observe que le jeu de la main droite à la fin de la no 1 est remarquablement similaire à celui de la fin de la Valse en mi mineur de Chopin. Dans la no 2 Nectoux détecte l’influence supplémentaire de Liszt (Au bord d'une source (en)) lors des premières mesures. À la fin de la no 2, Orledge trouve une ressemblance avec la fin de la Grande Valse brillante, op. 18, de Chopin.

### Valse-capriceno3 en Rémajeur,op.59(1887–93) & Valse-capriceno4 en Lamajeur,op.62(1893–94)
Orledge écrit que les deux autres valses-caprices sont plus subtiles et mieux intégrées que les deux premières ; elles contiennent « plus de moment de contemplation paisible et plus de développements thématiques ». Il reste toujours des touches de virtuosité et des traces de Liszt, et ces deux valses-caprices sont, selon les mots d’Orledge, les deux seules pièces de la période intermédiaire de Fauré à se terminer d’une manière forte et spectaculaire. La no 3 est dédiée à Madame Philippe Dieterlen, la no 4 à Madame Max Lyon.

## Autres œuvres pour piano seul

### Romances sans paroles,op.17
Fauré écrit ses trois chants sans paroles alors qu’il est encore étudiant à l’École Niedermeyer, vers 1863. Ces romances ne sont pas publiées avant 1880, mais elles font partie de ses œuvres les plus populaires. Copland les considère comme des pièces immatures qui « devraient être reléguées dans les imprudences que commettent tous les jeunes compositeurs. » Des critiques plus récentes ont un point de vue moins sévère ; Morrison décrit les romances comme « un hommage affectueux et très gaulois à l’urbanité, l’agitation et la facilité de Mendelssohn. » Le commentateur Keith Anderson écrit que bien qu’elles soient une contrepartie française aux Romance sans paroles de Mendelssohn, le style propre de Fauré est déjà reconnaissable. Au lieu de placer la pièce la plus lente au milieu pour terminer l’œuvre avec la pièce plus animée en La mineur, Fauré, déjà avec des propres vues musicales, interverti l’ordre attendu et termine pianissimo.

#### Andante quasi allegretto
La première romance, en La  majeur, commence avec comme thème une mélodie simple et des syncopes Mendelssohnien. Le thème est d’abord présent dans les aigus puis dans le registre du milieu.

#### Allegro molto
La seconde romance, en La mineur, une pièce exubérante, a un accompagnement fort en doubles-croches courant haut dans les aigus et grave dans les basses. Cela deviendra plus tard une des caractéristiques les plus reconnaissable de Fauré. Après un passage animé, la pièce se termine tranquillement.

#### Andante moderato
La dernière pièce de la série, en Lab majeur, est un andante serein, avec un air s’écoulant dans le style de Mendelssohn. Après une variation douce il s’estompe également à la fin.

### Ballade en Famajeur,op.19
La Ballade, dédiée à Saint-Saëns, date de 1877. C’est une des pièces les plus substantielles pour piano de Fauré mais elle est plus connue dans sa version pour piano et orchestre qu’il compose en 1881 à la suggestion de Liszt. D’une durée légèrement supérieure à 14 minutes, c’est la seconde en durée après Thème et variations. Fauré conçoit d’abord la musique comme un jeu de pièces séparées puis décide de les rassembler en un seul morceau en prolongeant le thème principal de chaque section dans un thème secondaire au début de chaque section suivante. La pièce commence avec un thème en Fa#majeur, un andante cantabile, qui est suivi par une partie plus lente, notée lento, en Mib mineur. La troisième partie est andante et introduit un troisième thème. Dans la dernière partie, un allegro, le retour du second thème amène à la conclusion dans laquelle selon Nectoux « les aigus chantent avec une délicatesse particulière ».
Marcel Proust connaissait Fauré, et il semble que la ballade ait été l’inspiration pour la sonate du personnage de Proust Vinteuil qui hante Swann dans À la recherche du temps perdu. Debussy, critiquant une des premières représentations de cette pièce, compare la musique avec la séduisante soliste redressant ses épaules lors de l’exécution : « Je ne sais pas pourquoi mais j’associe d’une certaine façon le charme de ces gestes avec la musique de Fauré. Le jeu de courbes fuyantes qui est son essence peut être comparé aux mouvements d’une belle femme. »

### Mazurka en Simajeur,op.32
La Mazurka est composée au milieu des années 1870 mais n’est publiée qu’en 1883. C’est un hommage à Chopin et elle contient des échos des premières musiques du compositeur. Chopin, cependant, a composé plus de cinquante mazurkas et Fauré n’a écrit que celle-là. Morrison ne la voit que comme une expérience de Fauré. La pièce tient peu des rythmes des danses populaires polonaises et peut avoir des influences russes du fait de l’amitié de Fauré envers Sergueï Taneïev à cette époque.

### Pavane,op.50
Plus connue dans sa version orchestrale avec une partie chantée optionnelle, la Pavane est composée pour piano à la fin des années 1880. dans la forme d’une ancienne danse. La pièce est écrite pour être jouée plus vivement que ce qui est souvent fait lors de son interprétation orchestrale. Le chef d’orchestre Sir Adrian Boult entend Fauré jouer la version pour piano plusieurs fois et note qu’il n’utilise pas un tempo plus lent que croche = 100. Boult commente que le tempo enjoué du compositeur confirme que Pavane n’est pas une pièce du romantisme allemand.

### Thème et variations en Domajeur,op.73
Écrit en 1895, alors que Fauré est âgé de cinquante ans, ce thème et variation fait partie des pièces pour piano les plus importantes du compositeur, son exécution dure environ quinze minutes. Bien que plusieurs passages reflètent l’influence des Études symphoniques de Schumann, selon Jessica Duchen « les harmonies et les idiomes pianistiques »" sont incontestablement de Fauré. Comme pour la plus ancienne Romances sans paroles, Op 17, Fauré ne suit pas le cheminement conventionnel en terminant avec la variation la plus forte et la plus extravertie ; la variation ressemblant le plus à cette description est placée en avant-dernière et est suivie par une conclusion douce Copland écrit :

« C’est certainement une des pièces les plus accessibles de Fauré. Même à la première écoute elle laisse une impression indélébile. Le Thème lui-même a la même fatalité, le même entrain, la même atmosphère de tragédie et d’héroïsme que l’on trouve dans l’introduction de la Symphonie nº 1 de Brahms. Et la variété et la spontanéité des onze variations qui suivent ne rappellent rien de moins que les Études symphoniques de Schumann. Combien de pianistes, je me demande, n’ont pas regretté le dédain du compositeur pour une fin trop facilement triomphante qu’aurait été la dixième variation, fringante et brillante. Non, malheureux, ils doivent tourner la page et jouer cette dernière, énigmatique (et la plus belle), variation, qui semble laisser l’audience avec si peu d’envie d’applaudir. »

### Prélude àPénélope
L’opéra de Fauré, basé sur la légende d’Ulysse et Pénélope, est joué pour la première fois en 1913 après la publication par le compositeur d’une version transcrite pour piano du prélude. La pièce, en sol mineur, oppose un noble et profond thème andante moderato représentant Pénélope avec un thème franc pour Ulysse.

### 8 Pièces brèves,op.84
Fauré ne voulait pas que ces pièces soient publiées dans un recueil ; elles sont composées comme pièce individuelles entre 1869 et 1902. Lorsqu’Hamelle, son éditeur, insiste pour les publier en tant que Huit pièce brèves en 1902, le compositeur obtient qu’aucun d’entre elles n’ait son propre titre. Lorsque Fauré change d’éditeur, Hamelle ignore ses instructions et nomme chaque pièce dans les éditions suivantes.. Nectoux trouve que le titre donné au Nocturne no 8 est critiquable. L’exécution de chacune des pièces dure moins de trois minutes.

#### Capriccio en Mimajeur
Dédié à Madame Jean Leonard Koechlin. Morrison note une touche harmonique à la fin « aussi nonchalante qu’acrobatique ». Ce capriccio est composé pour un exercice de lecture à vue pour les étudiants du Conservatoire de Paris où Fauré enseigne la composition à partir de 1896 et dont il est le directeur de 1905 à 1920,.

#### Fantaisie en Lamajeur
Koechlin appelle cette pièce un Feuillet d'album (en) plaisant.

#### Fugue en La mineur
Cette pièce, comme l’autre fugue du recueil, est une version corrigée d’une fugue que Fauré compose au début de sa carrière alors qu’il est organiste dans une église à Rennes. Pour Koechlin elles ont « un style plaisant et correct, manifestement moins riche que celles du Clavier bien tempéré, mais elles montrent malgré tout une indéniable maîtrise ».

#### Adagietto en Mi mineur
Un andante moderato, « sérieux, grave, à la fois ferme et souple, atteignant une beauté réelle » (Koechlin).

#### Improvisation en Domineur
Orledge appelle cette pièce « un chant sans parole » de la période intermédiaire. Elle est composée pour un exercice de lecture à vue pour le Conservatoire.

#### Fugue en Mi mineur
Voir Fugue en La mineur ci-dessus.

#### Allégresse en Do majeur
« Un bouillonnement en perpétuel mouvement dont la flambée des sentiments romantiques est tout juste retenue » (Orledge). « Un chant pur et joyeux porté dans un ciel ensoleillé, une effusion de jeunesse, pleine de bonheur. » (Koechlin).

#### Nocturne [no8] en Rémajeur
Comme noté précédemment cette pièce se distingue de l’œuvre de Fauré plus importante appelée nocturnes. Elle ne serait pas répertoriée parmi les autres nocturnes sans l’utilisation non autorisé de ce titre par l’éditeur. C’est la plus longue des pièces de l’op. 84 mais elle est plus courte que les douze autres nocturnes. Elle consiste en un thème ressemblant à une chanson avec un accompagnement en doubles-croches à la main gauche.

### 9 Préludes,op.103
Les neuf préludes font partie des œuvres pour piano les moins connues de Fauré. Elles sont composées alors qu’il a du mal à accepter sa surdité au milieu de la soixantaine. Selon les standards de Fauré c’est une période de composition extrêmement prolifique. Les préludes sont composés entre 1909 et 1910 au milieu de la période durant laquelle il écrit l’opéra Pénélope, les barcarolles nos 8 à 11 et les nocturnes nos 9 à 11.
Selon Koechlin, « excepté les Préludes de Chopin, il est difficile de penser à un recueil de pièces similaires si importantes ». Le critique Michael Oliver écrit que « les préludes de Fauré font partie des pièces pour piano les plus subtiles et insaisissable qui existent ; elles expriment des émotions mais mêlées, parfois avec une grande franchise… plus souvent avec le maximum d’économie et de retenue et avec une simplicité mystérieusement complexe ». Jessica Duchen les décrit comme « des éclats inhabituels d’inventivité magique ». L’exécution complète dure entre vingt et vingt-cinq minutes. Le plus court prélude, le huitième dure moins d’une minute et le plus long, le treizième, dure entre quatre et cinq minutes.

#### Préludeno1 en Rémajeur
Andante molto moderato. Le premier prélude est à la manière d’un nocturne. Morrison fait référence à la sérénité tranquille avec laquelle il s’ouvre contrastant avec « la montée lente et douloureuse » de la section centrale.

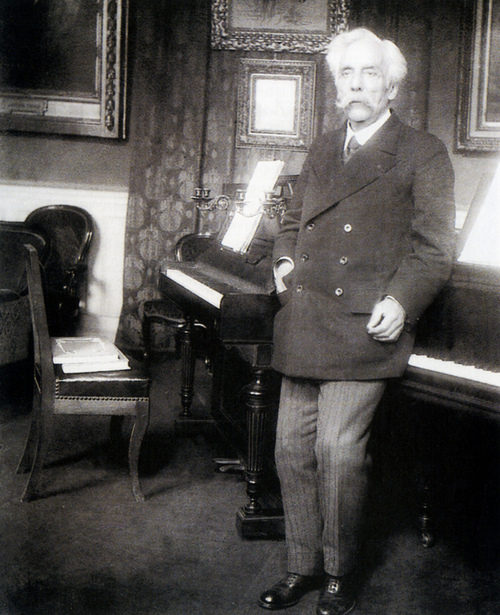
Portrait (photographie) de Gabriel Fauré, par {Pierre Choumoff

#### Préludeno2 en Domineur
Allegro. Le moto perpetuo du second prélude est techniquement difficile pour le pianiste ; même les plus célèbres interprètes de Fauré peuvent avoir du mal à le jouer. Koechlin en parle comme « d’un tourbillon fiévreux de derviches, se concluant en une sorte d’extase avec l’évocation d’un lieu enchanteur ».

#### Préludeno3 en Sol mineur
Andante. Copland considère ce prélude comme le plus accessible : « au début, ce qui vous attirera le plus sera le troisième en sol mineur, une étrange mixture de romantique et de classique ». Le musicologue Vladimir Jankélévitch écrit « cela pourrait être une barcarolle interrompant étrangement un thème au contour stylistique très moderne ».

#### Préludeno4 en Fa majeur
Allegretto moderato. Le quatrième prélude fait partie des plus doux du recueil. Le critique Alain Cochard écrit qu’il « jette un sortilège à l’oreille avec la subtilité d’une harmonie teintée de modal et de fraîcheur mélodique ». Koechlin la décrit comme « une pastorale naïve, flexible, avec des modulations succinctes et raffinées ».

#### Préludeno5 en Ré mineur
Allegro. Cochard cite la description de Louis Aguettant de ce prélude : « Ce bel accès de colère ». L’humeur est turbulente et anxieuse ; la pièce se termine avec un rappel calme du Libera me du Requiem.

#### Préludeno6 en Mimineur
Andante. Fauré est à son style le plus classique dans ce prélude qui a une forme de canon. Copland écrit qu’il peut être classé comme l’égal du plus fabuleux des préludes du Clavier bien tempéré.

#### Préludeno7 en La majeur
Andante moderato. Morrison écrit que ce prélude avec ses « bégaiements et sa progression par pauses » conduit à un chagrin inconsommable. Après l’ouverture andante moderato, il s’affirme progressivement et s’apaise en concluant avec l’état d’esprit sobre du début. Le rythme d’une des chansons les plus connues de Fauré, N’est-ce-pas?, de La bonne chanson, court tout au long de cette pièce.

#### Préludeno8 en Do mineur
Allegro. Selon Copland c’est avec le troisième le plus abordable des préludes « avec sa brillance sèche et acre (si rarement trouvée dans les œuvres de Fauré) ». Morrison le décrit comme « un scherzo avec une note répétée » partant de nulle part pour aller nulle part.

#### Préludeno9 en Mi mineur
Adagio. Copland décrit ce prélude comme « si simple — absolument si simple qu’on ne pourra jamais espérer comprendre comment il contient un pouvoir émotionnel si grand ». Jankélévitch écrit « qu'il appartient du début à la fin à un autre monde ». Koechlin remarque des échos de l’Offertoire du Requiem tout au long de la pièce.

## Pour deux pianistes

### Souvenirs de Bayreuth
Sous-titré Fantaisie en forme de quadrille sur les thèmes favoris de l’Anneau de Nibelung. Fauré admire la musique de Wagner et connait le moindre détail de ses partitions, mais il est un des rares musiciens de sa génération à ne pas être sous l’influence musicale de Wagner. À partir de 1878, Fauré et son ami et ancien élève André Messager font des voyages à l’étranger pour voir des opéras de Wagner. Ils voient Das Rheingold et Die Walküre à l’Opéra de Cologne, le complet cycle de l'anneau à Munich et à Londres et Die Meistersinger à Munich et au festival de Bayreuth, où ils voient également Parsifal. Ils jouent fréquemment leur composition, l’irrévérent Souvenirs de Bayreuth, composé vers 1888. Cette courte et espiègle pièce pour piano à quatre mains utilise des thèmes de l’anneau. Elle consiste en cinq courtes parties dans lesquelles les thèmes de Wagner sont transformés en danses.

### Suite d’orchestre,op.20
Entre 1867 et 1873, Fauré écrit une œuvre symphonique pour orchestre. La pièce est pour la première fois entendue en 1873 quand Fauré et Saint-Saens la jouent dans une version pour deux pianos mais cette transcription n’a pas survécu. Léon Boëllmann fait une nouvelle transcription du premier mouvement en 1893.

### Suite Dolly,op.56
La Suite Dolly est une œuvre en six parties pour piano à quatre mains. Elle est inspirée par Hélène, surnommée Dolly, la fille de la chanteuse Emma Bardac avec laquelle Fauré est intimement lié dans les années 1890. L’ouverture de la suite est un présent pour le premier anniversaire de Dolly et Fauré ajoute les cinq autres parties pour marquer les anniversaires suivants et d’autres événements familiaux. Contrairement à ses habitudes, Fauré, qui préfère généralement des titres strictement fonctionnels, nomme chaque partie avec des titres en relation avec Dolly et sa famille.
Ces six mouvements durent environ quinze minutes. La première est une berceuse. Mi-a-ou, malgré le titre suggérant un chat, représente en fait les tentatives de Dolly pour prononcer le nom de son frère Raoul. Viennent ensuite Le jardin de Dolly et la valse du chaton qui malgré encore un titre rappelant un chat parle en fait du chien de la famille. Après le doux mouvement Tendresse, la suite se termine avec une évocation vivante de l’Espagne, mouvement qui, selon Orledge notes, est une des rares pièces réellement extraverties de Fauré.

### Masques et bergamasques,op.112
À partir de la suite orchestrale composée pour Masques et bergamasques (en), Fauré fait une transcription pour duo de piano qu’il publie en 1919. Cette pièce, comme la suite orchestrale, est composée de quatre mouvements titrés Ouverture, Menuet, Gavotte et Pastorale.

## Enregistrements
Fauré fait faire des Rouleaux de piano pneumatique de ses musiques à plusieurs entreprises entre 1905 et 1913. Les rouleaux ayant survécu sont la Romance sans paroles no 3, la Barcarolle no 1, le Prélude no 3, le Nocturne no 3, Thème et variations, les Valses-caprices nos 1, 3 et 4 et les versions pour piano de la Pavane et de la Sicilienne tirée de Pelléas et Mélisande. Plusieurs de ses rouleaux ont été copiés sur CD. Les enregistrements sur disque ont été rares jusqu’aux années 1940. Une étude de John Culshaw (en) en décembre 1945 distingue des enregistrements de œuvres pour piano par Kathleen Long, incluant le Nocturne no 6, la Barcarolle no 2, Thème et Variations op. 73, et la Ballade op. 19 dans sa version orchestrale. Les musiques de Fauré commencent à apparaitre régulièrement dans les catalogues dans les années 1950.
Durant l’ère des LP et des CD, les maisons d’enregistrement construisent un catalogue substantiel de la musique pour piano de Fauré. L’œuvre pour piano est pour la première fois enregistrée en grande partie dans son entier par Germaine Thyssens-Valentin au milieu des années 1950, puis par Jean-Philippe Collard (1974), Paul Crossley (1984–85), Jean Hubeau (1988–89), et Kathryn Stott (en) (1995). Des récitals des principales œuvres pour piano ont été enregistrés par de nombreux pianistes dont Pascal Rogé (1990), et Kun-Woo Paik (2002).